# Fredrikstad
Fredrikstad (antigament Frederiksstad; literalment Ciutat de Fredrik ( ? i  escolteu-ne la pronunciació en noruec) és un municipi i una ciutat del comtat d'Østfold, Noruega. Amb 78.967 habitants (2016), és la ciutat més poblada d'Østfold i la setena més poblada de Noruega.
La ciutat s'estén a banda i banda del riu Glomma, on desemboca a l'Skagerrak. Juntament amb la veïna Sarpsborg, formen la cinquena àrea urbana més gran del país, amb 133.645 habitants sumant la població d'ambdues ciutats, segons les dades estadístiques del 2016.
Fredrikstad fou fundada el 1567 pel rei Frederic II, i s'establí com a municipi l'1 de gener de 1838. El municipi rural de Glemmen es fusionà amb Fredrikstad l'1 de gener de 1964. Els municipis rurals de Borge, Onsøy, Kråkerøy, i Rolvsøy es fusionaren amb Fredrikstad l'1 de gener de 1994. Des d'aleshores no hi ha hagut més canvis en les fronteres municipals.
La ciutat fou construïda a la desembocadura del Glomma com a nou port després que Sarpsborg, a 15 quilòmetres de distància, fos incendiada pels suecs. Gairebé la meitat de la població de Sarpsborg construí la seva nova casa a Fredrikstad arran dels fets. El centre de la ciutat es troba a la riba oest del Glomma, mentre que el nucli antic, situat a la riba oriental, forma la ciutat fortificada més ben conservada del nord d'Europa. Amb l'arribada de la immigració, es construïren molts nous barris i urbanitzacions a la rodalia.
Fredrikstad tingué una gran indústria de serradores gràcies als frondosos boscos dels voltants, i arribà a ser un important port per a l'exportació de la fusta. Més tard també destacà en la construcció naval, però aquesta minvà en la dècada del 1980. Actualment, les indústries principals són les diverses plantes químiques dels afores i altres indústries més petites.

## Etimologia
La ciutat duu el nom del rei danès Frederic II, que fundà la ciutat l'any 1569. L'últim element de stad significa "ciutat".
Abans del 1877, el nom s'escrivia Frederiksstad; del 1877 al 1888 era Fredriksstad, i, finalment, des del 1889 s'ha escrit en la seva forma actual de Fredrikstad.

## Història

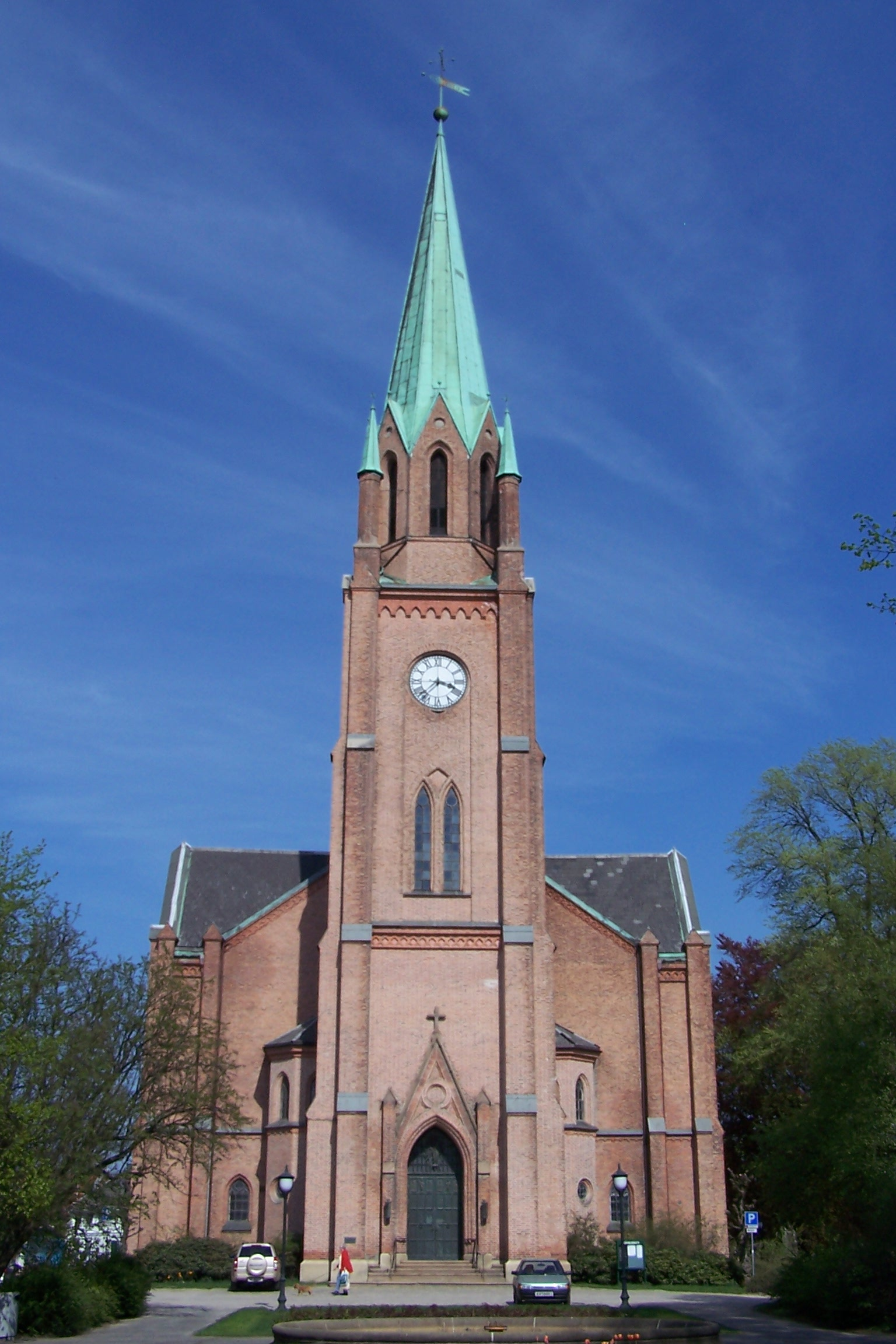
La catedral de Fredrikstad.

Fredrikstad fou fundada el 1567 pel rei Frederic II com una reconstrucció de la ciutat de Sarpsborg que havia estat incendiada pels suecs durant la Guerra Nòrdica dels Set Anys. La nova ciutat es localitzava 15 quilòmetres al sud de l'original, a la desembocadura del riu Glomma. La seva proximitat al mar i els terrenys plans i oberts al seu voltant feien més efectiva la seva defensa.
Durant la Guerra de Torstenson (1644-1645) entre Suècia i Dinamarca-Noruega, s'aixecà una fortificació temporal a la ciutat. A la dècada del 1660 aquesta fortificació es feu permanent, quan s'inicià la construcció de la fortalesa de Fredrikstad per Willem Coucheron. D'aquesta manera, la ciutat obtingué importància estratègica per defensar Noruega pel sud-est. Tot i això, la seva població es mantingué en un escàs nombre. Cap al 1635, es fundà un suburbi a la ribera occidental del Glomma, Vestsiden, la població cresqué més ràpid que la part vella i en poc temps es convertí en el centre de gravetat demogràfic. La majoria dels edificis de la ciutat vella foren destruïts per un incendi l'any 1764.

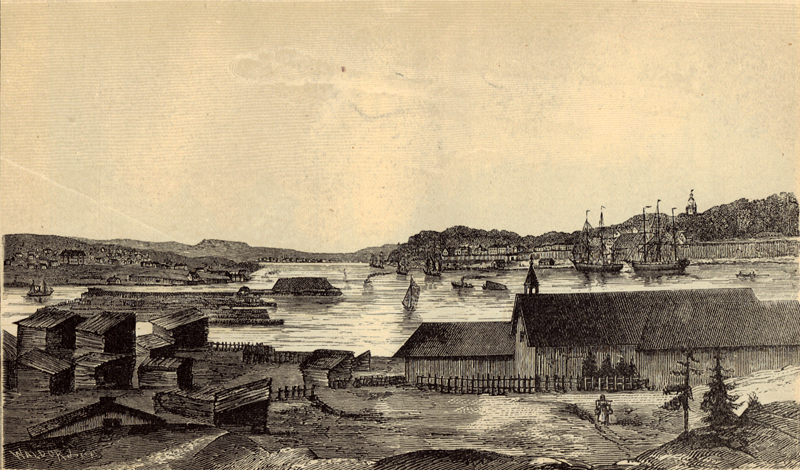
Fredrikstad el 1885.

Durant la fase noruega de la Gran Guerra del Nord, l'almirall Peder Tordenskjold mantingué la seva flota a Fredrikstad per enfrontar-se als suecs. A la Guerra Suècia-Noruega de 1814, la ciutat fou atacada i la seva fortalesa capitulà el 4 d'agost d'aquest mateix any.
L'any 1860 s'aboliren els privilegis de les serradores, una mesura instaurada al segle xvii pel govern absolutista que limitava i controlava estrictament l'explotació de fusta. Amb l'abolició s'inicià un important creixement per Fredrikstad, que es bolcà en la indústria de la fusta, el que li valgué el sobrenom de "la ciutat de les taules". A principis del segle XX decaigué l'exportació de fusta, i l'economia de la ciutat es diversificà cap a altres indústries, com la de maons, de materials petris i, a la construcció naval, gràcies a la seva gran drassana. En un temps relativament curt Fredrikstad es transformà d'una petita ciutat comercial i naviliera en un dels centres industrials més grans de Noruega.

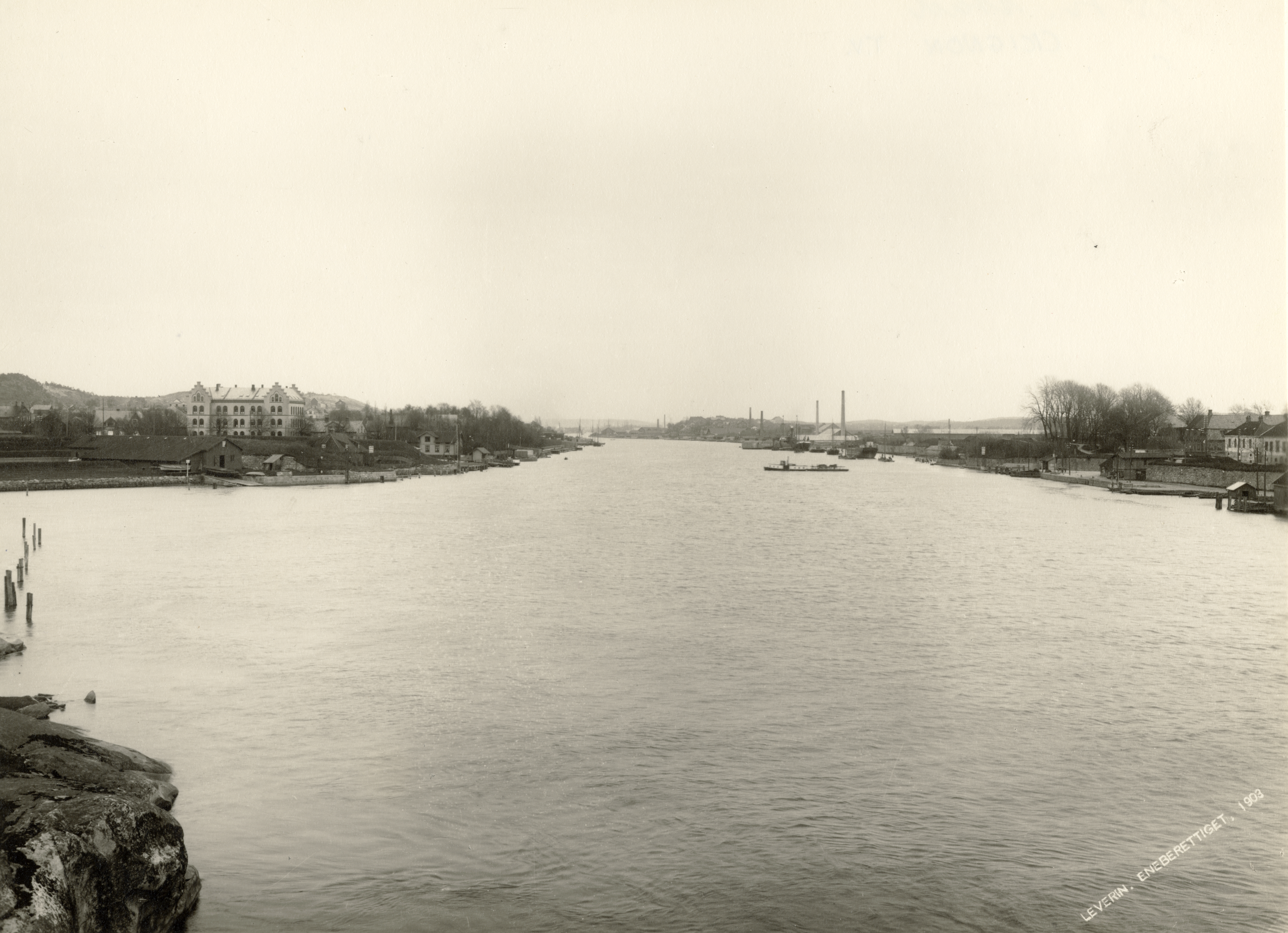
El riu Glomma el 1903

## Escut d'armes
L'escut d'armes és modern. Se'ls hi va concedir el 21 d'abril de 1967. L'escut actual es basa en el segell més antic que s'ha trobat de la ciutat, que data del 1610. El segell mostra una fortalesa sent vigilada per un os. Estranyament, Fredrikstad no tenia fortificacions el 1610. Fredrikstad va ser fundada per ciutadans de Sarpsborg i tant la fortalesa com l'os s'han pres de l'antic escut de Sarpsborg. Aquest escut, si bé més antiquat, ha estat utilitzat com a segell de la ciutat des de principis del segle xix. L'escut actual concedit el 1967 i mostra una variació més moderna de la fortalesa i de l'os.

## Geografia

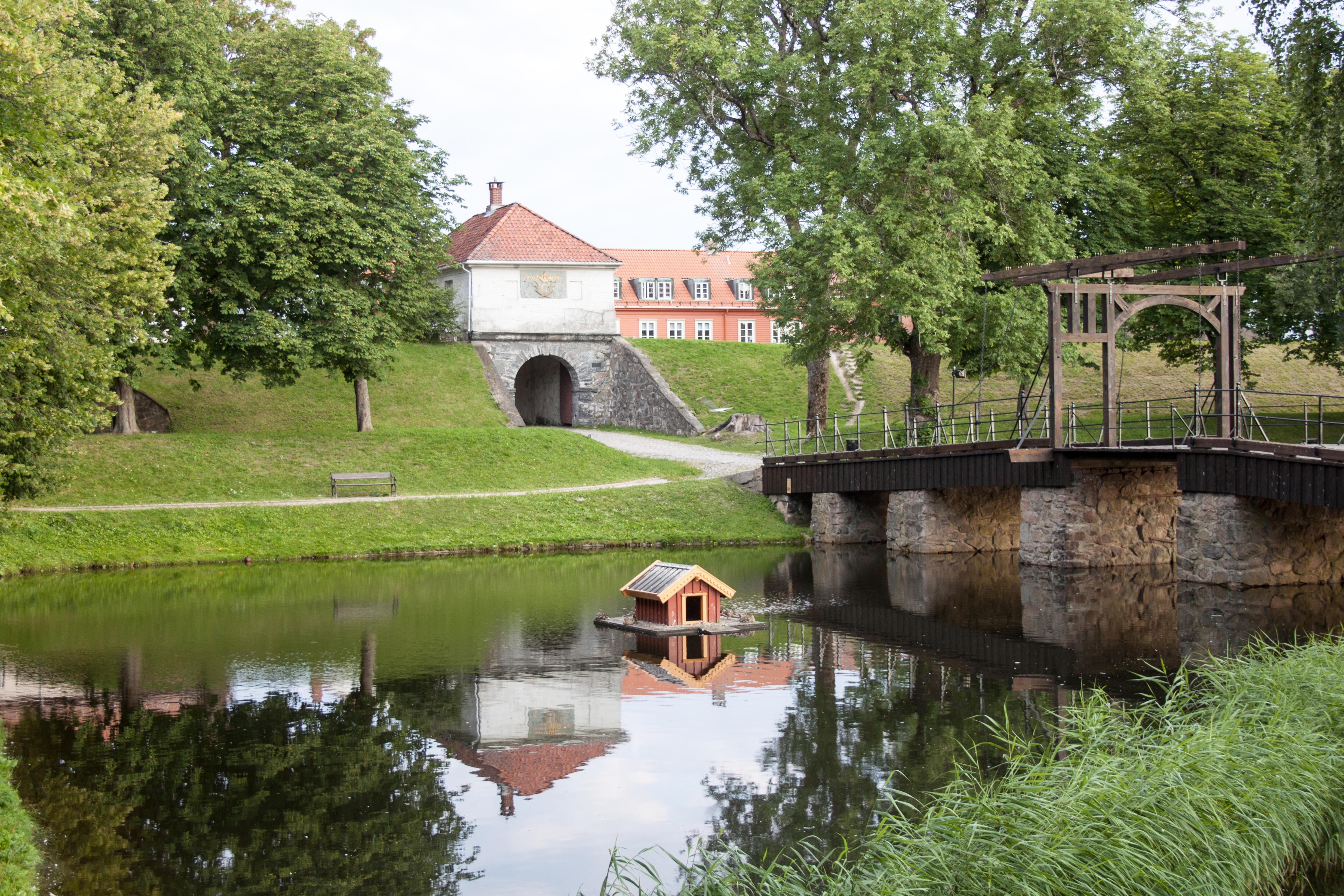
Voltants de la fortalesa de Fredrikstad.

Fredrikstad es troba a la riba de l'Skagerrak, a la desembocadura del riu Glomma, a uns 100 km d'Oslo. Els límits de la ciutat estan marcats per la zona costanera, densament poblada, i la zona interior, coberta de boscos i conreus. A la zona oriental hi ha l'únic llac del municipi, Visterflo, un petit estany en que s'hi practica la pesca. El municipi també inclou unes quantes illes i illots que se situen davant la costa del fiord d'Oslo, així com les illes situades a l'estuari del Glomma. La superfície total del municipi és de 286,72 km², dels quals 2,27 km² són aigua. Una part del municipi forma part del Parc Nacional de Ytre Hvaler.

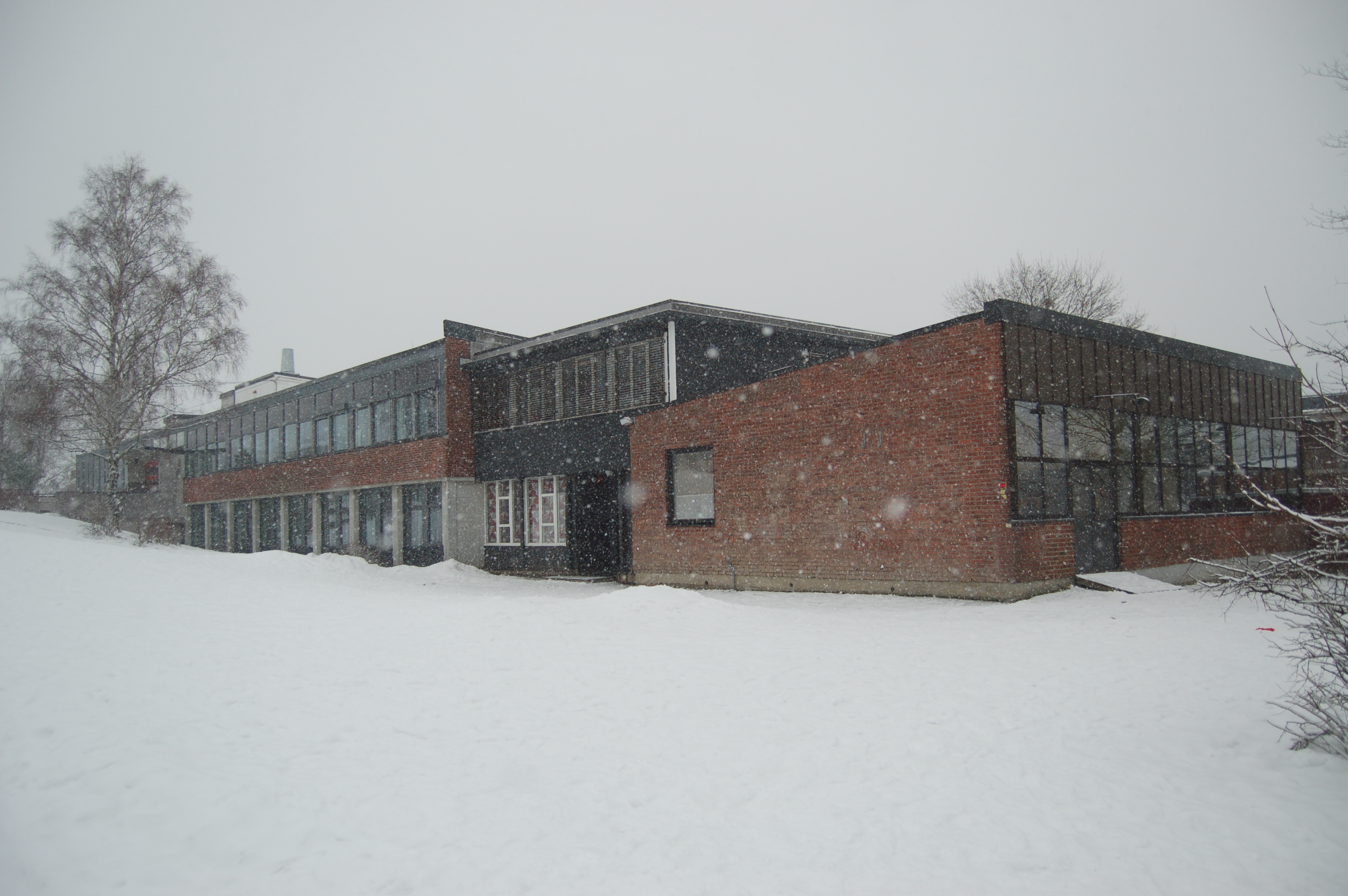
La zona de Trosvik en plena nevada.

El municipi limita al nord amb Råde, al nord-est i a l'est amb Sarpsborg, i a la resta de direccions amb l'estret de Skagerrak. Davant la costa del municipi s'hi troben les illes d'Hvaler, que formen un municipi independent.

### Clima
El clima de Fredrikstad és oceànic amb tendència subpolar, considerat Cfb per la classificació climàtica de Köppen. Es caracteritza d'hiverns freds, amb temperatures mitjanes lleugerament inferiors als 0 °C, i d'estius suaus, amb mitjanes al voltant dels 15 °C. La temperatura mitjana anual de Fredrikstad és de 6.4 °C. Les precipitacions són abundants, i la majoria cauen a l'estiu i a la tardor. La mitjana anual de precipitació és de 825 mm. És una de les localitats de Noruega amb més hores de sol, degut a la seva relativa baixa latitud. El clima és afectat pel Corrent del Golf.
| Dades climàtiques a Fredrikstad    | Dades climàtiques a Fredrikstad | Dades climàtiques a Fredrikstad | Dades climàtiques a Fredrikstad | Dades climàtiques a Fredrikstad | Dades climàtiques a Fredrikstad | Dades climàtiques a Fredrikstad | Dades climàtiques a Fredrikstad | Dades climàtiques a Fredrikstad | Dades climàtiques a Fredrikstad | Dades climàtiques a Fredrikstad | Dades climàtiques a Fredrikstad | Dades climàtiques a Fredrikstad | Dades climàtiques a Fredrikstad |
| Mes                                | gen                             | febr                            | març                            | abr                             | maig                            | juny                            | jul                             | ag                              | set                             | oct                             | nov                             | des                             | anual                           |
| ---------------------------------- | ------------------------------- | ------------------------------- | ------------------------------- | ------------------------------- | ------------------------------- | ------------------------------- | ------------------------------- | ------------------------------- | ------------------------------- | ------------------------------- | ------------------------------- | ------------------------------- | ------------------------------- |
| Mitjana diària °C (°F)             | −3.1 (26.4)                     | −3.1 (26.4)                     | 0.2 (32.4)                      | 4.9 (40.8)                      | 10.6 (51.1)                     | 14.8 (58.6)                     | 16.7 (62.1)                     | 15.7 (60.3)                     | 11.7 (53.1)                     | 7.5 (45.5)                      | 2.3 (36.1)                      | −1.1 (30)                       | 6.4 (43.5)                      |
| Precipitació mitjana mm (polzades) | 60 (2.36)                       | 45 (1.77)                       | 55 (2.17)                       | 40 (1.57)                       | 55 (2.17)                       | 65 (2.56)                       | 70 (2.76)                       | 85 (3.35)                       | 90 (3.54)                       | 105 (4.13)                      | 90 (3.54)                       | 65 (2.56)                       | 825 (32.48)                     |
| Font: eklima.no                    |                                 |                                 |                                 |                                 |                                 |                                 |                                 |                                 |                                 |                                 |                                 |                                 |                                 |

## Demografia
| País d'origen      | Nombre |
| ------------------ | ------ |
| Iraq               | 1,916  |
| Poland             | 1,298  |
| Somalia            | 971    |
| Kosovo             | 775    |
| Sweden             | 672    |
| Bosnia-Herzegovina | 606    |
| Iran               | 466    |
| Denmark            | 340    |
| Lituània           | 330    |
| Alemanya           | 273    |

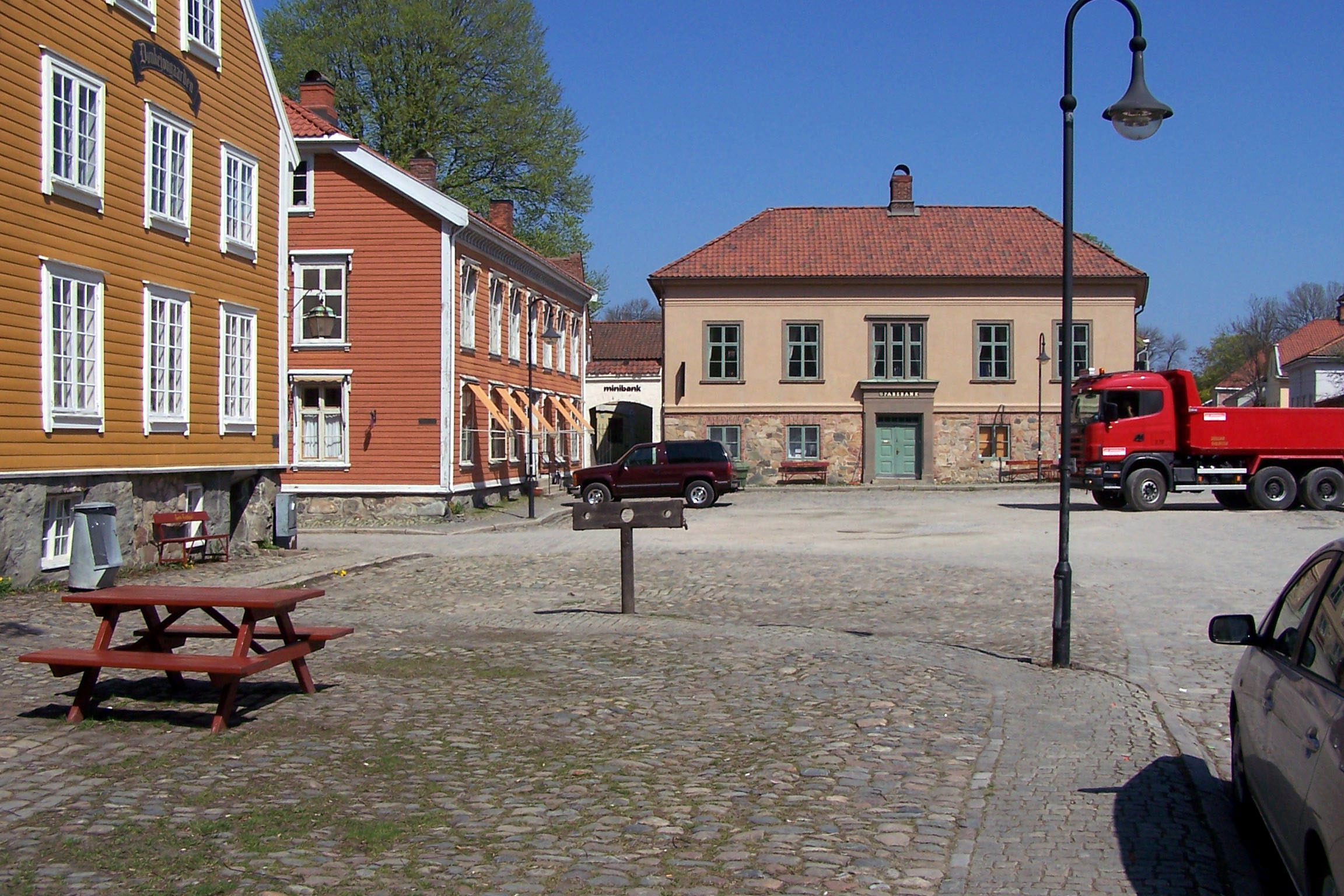
El nucli antic de Fredrikstad.

L'1 de gener de 2016 la ciutat tenia 78.967 habitants, 808 més que el 2015. En total la població entre els dos anys va augmentar un 1.0%. Es calcula que en 10 anys la població ha augmentat un 7.7%, en part gràcies a la immigració però també al creixement natural. La densitat de població el 2015 era de 249/km².
El municipi de Fredrikstad, a part de la ciutat principal homònima, també engloba una sèrie de ciutats més petites dins dels seus límits: Glosli, amb 717 habitants, Alshus, amb 1424, Øyenkilen, amb 328, Slevik, amb 1.022, Lervik, amb 2.776, Rostadneset, amb 275, Skivika, amb 1.057 i Spetalen, amb 2.173. Totes les dades són de l'1 de gener de 2015.
La immigració també és important al total de la població del municipi. Es calcula que el 2015 prop de 10.000 persones provenien d'altres països, entre els quals els més nombrosos eren els d'Iraq (1.916), de Polònia (1.298), de Somàlia (971) i de Kosovo (775). Entre els immigrants també n'hi havia 76 originaris d'Espanya.

## Economia

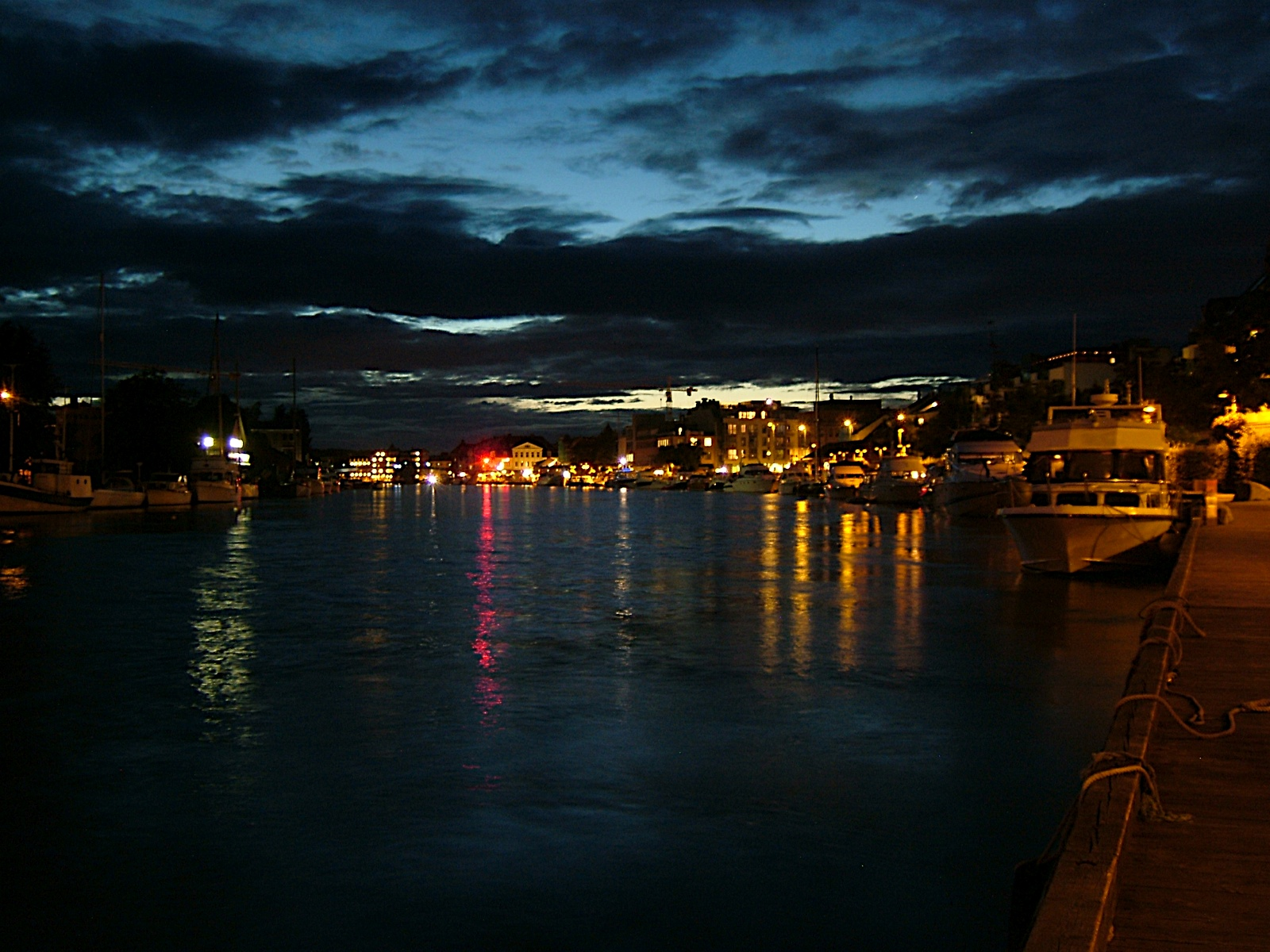
Imatge nocturna del port de la ciutat. La llum elèctrica va arribar per primera vegada a la ciutat i a Noruega l'any 1877.

La connexió amb el mar sempre ha tingut un paper clau a Fredrikstad, amb la seva favorable ubicació en relació amb el continent. Els vaixells de la indústria d'enviament i de fabricació també han deixat la seva empremta, amb el Fredrikstad Mekaniske Verksted (FMV) com un exemple prominent. Un altre exemple destacat és la Norsk Gearfabrikk AS, fundada pel llegendari constructor de vaixells Bjarne Aas el 1916. En l'actualitat es fabriquen llanxes ràpides Hydrolift, que representen el patrimoni marítim de la ciutat.
Abans de l'era del petroli, Fredrikstad era pionera pel que fa a la producció i el desenvolupament de consumibles, amb un gran nombre de fàbriques, com la fàbrica de sabates FRESKO (Fredrikstad skofabrikk). Un altre exemple és la producció d'aparells de ràdio, tant per a ús domèstic, per automòbils o per la defensa de Noruega. L'empresa Mascot va ser una vegada líder a Noruega i als països nòrdics en aquest sector.
La ciutat de Fredrikstad és l'indret de Noruega on hi va haver llum elèctrica per primera vegada a Noruega (per Lisleby Brug el 1877). L'arribada de l'era del petroli a Noruega a la dècada del 1970 va significar una disminució en l'ocupació industrial tradicional a Noruega en general i en particular al comtat d'Østfold. Però, malgrat això, el futur desenvolupament de les indústries de Fredrikstad continua sent molt gran, amb moltes empreses, la majoria privades, que actualment són molt importants a escala nacional.

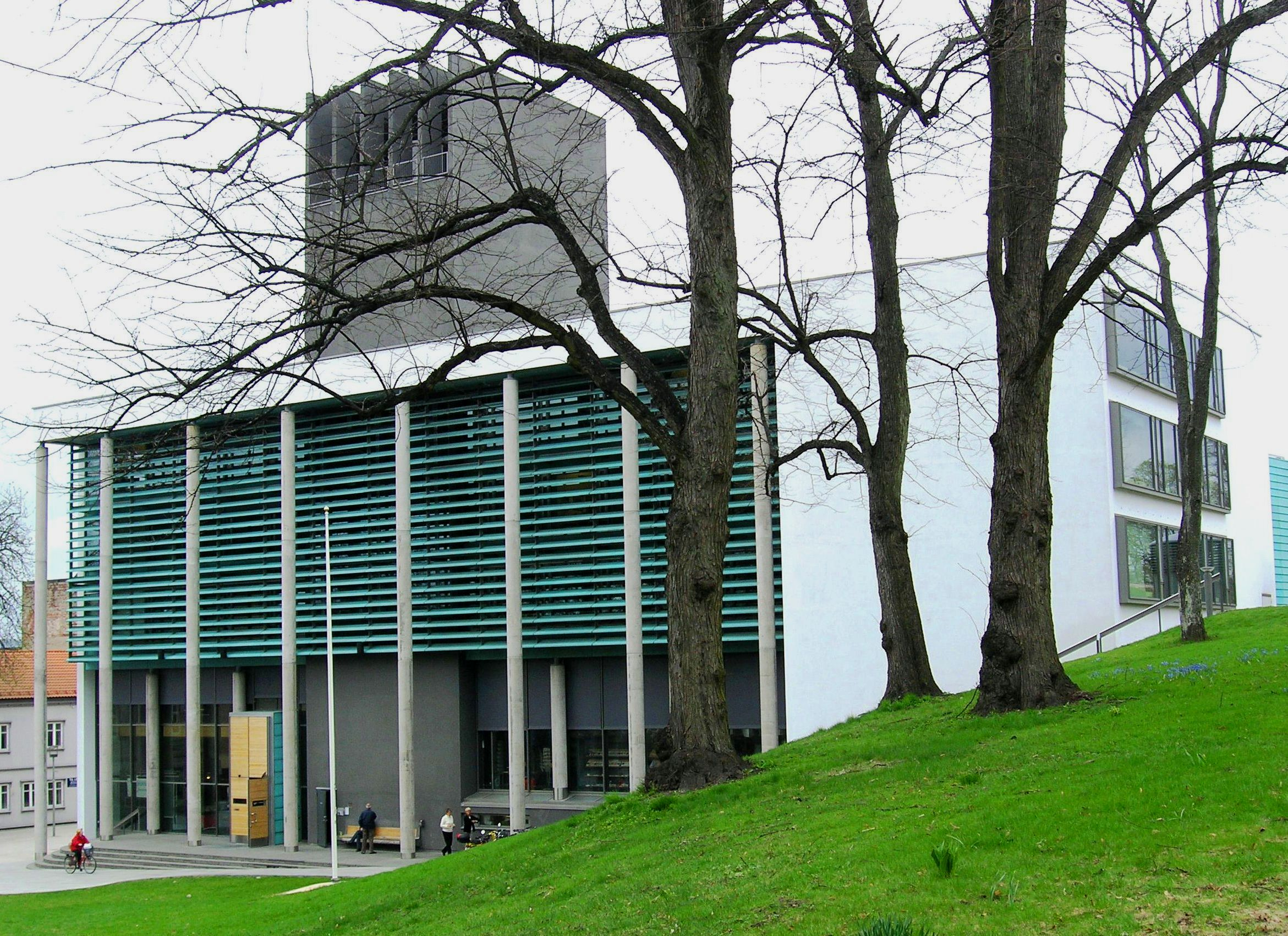
Ajuntament de Fredrikstad.

## Política
El govern municipal de Fredrikstad està integrat per un consell (bystyret) de 53 membres electes per vot popular cada quatre anys. D'entre ells, 13 formen part d'una taula directiva (formannskap), entre els quals es troben l'alcalde i el governador municipals. L'actual alcalde de Fredrikstad és Jon-Ivar Nygård, afiliat al Partit Laborista.
Les eleccions municipals del 2015 tingueren una participació del 53,3%. El Partit Laborista (Ap) va ser el més votat, amb 26 representats i el 48,3% dels vots, seguit del Partit Conservador (H), amb 9 representats i el 16,4% dels vots. Ambdós partits patiren una lleugera davallada, i el partit que obtingué la pujada més destacada va ser Partit Verd (MDG), amb 2 representats.
| Període   | Nom                  |
| --------- | -------------------- |
| 1989-1993 | Ragnar Pettersen     |
| 1994-1995 | Jan Paus             |
| 1995-1999 | Svein Roald Hansen   |
| 1999-2007 | Ole Haabeth          |
| 2007-2011 | Eva Kristin Andersen |
| 2011-     | Jon-Ivar Nygård      |

| Partit polític | Partit polític                                | Representants |    |
| -------------- | --------------------------------------------- | ------------- | -- |
|                | Partit Laborista (Arbeiderpartiet)            | 26            |    |
|                | Partit Conservador (Høyre)                    | 9             |    |
|                | Partit del Progrés (Fremskrittspartiet)       | 7             |    |
|                | Partit Democristià (Kristelig Folkeparti)     | 2             |    |
|                | Partit Verd (Miljøpartiet De Grønne)          | 2             |    |
|                | Partit Liberal (Venstre)                      | 2             |    |
|                | Partit de Centre (Senterpartiet)              | 2             |    |
|                | Partit Socialista (Sosialistisk Venstreparti) | 2             |    |
|                | Partit dels Pensionistes (Pensjonispartiet)   | 2             |    |
|                | Llista de Bimiljø (Bimiljølista)              | 2             |    |
| Total          | Total                                         | 53            | 53 |

## Cultura

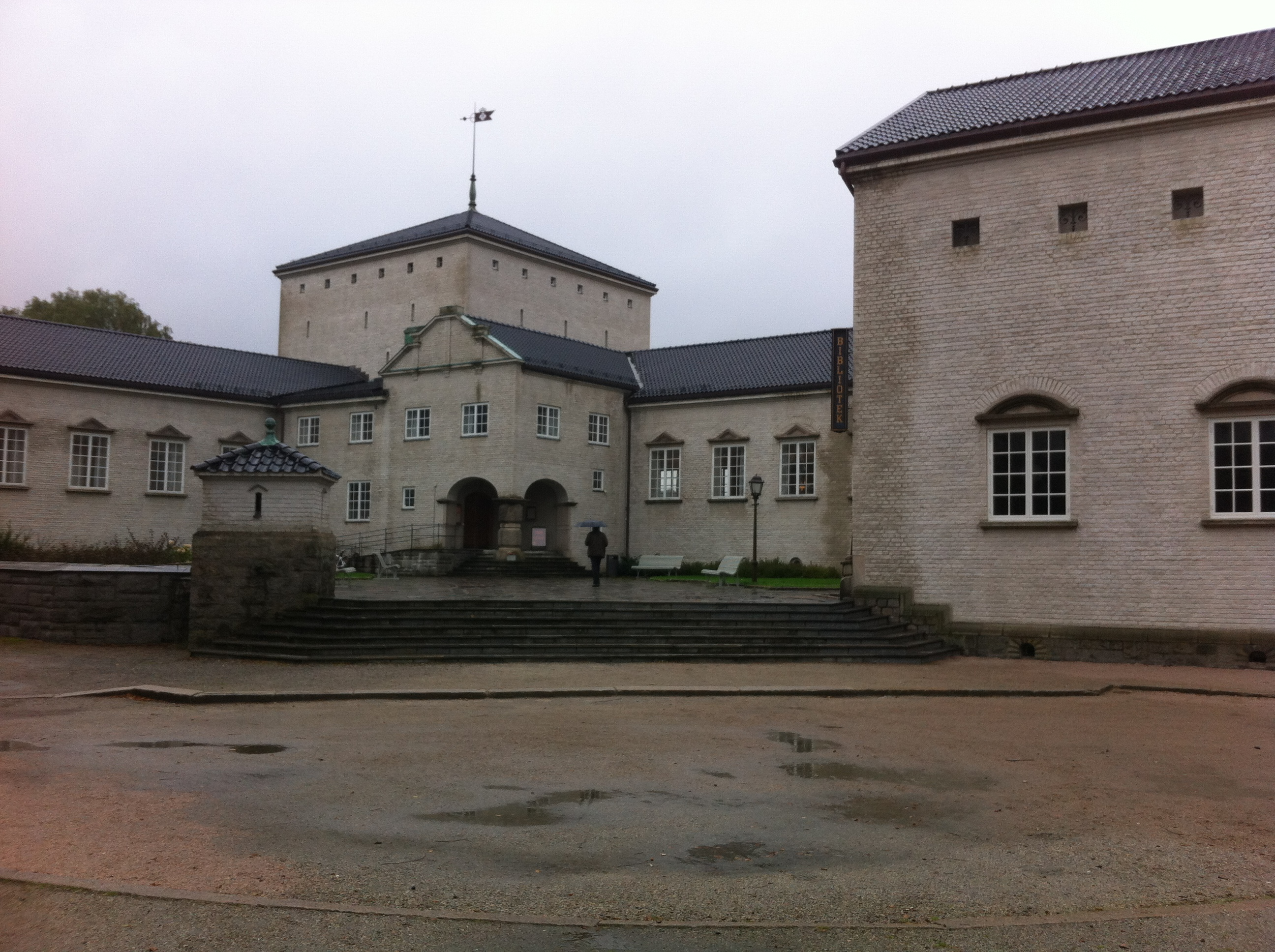
Biblioteca de Fredrikstad

La ciutat compta amb una coneguda biblioteca, la biblioteca de Fredrikstad, amb una decoració que inclou una escultura en honor de l'activista feminista Katti Anker Møller. L'escultura es va inaugurar el 1998. Molt a prop de la biblioteca també hi ha un teatre i un cinema, aquest últim un dels més grans i moderns de Noruega. A la zona nord de la ciutat hi ha l'Ajuntament de Fredrikstad, l'òrgan de govern on s'hi troba la gestió política i administrativa de la ciutat. El cinema es troba al mateix edifici de l'ajuntament.

### Educació

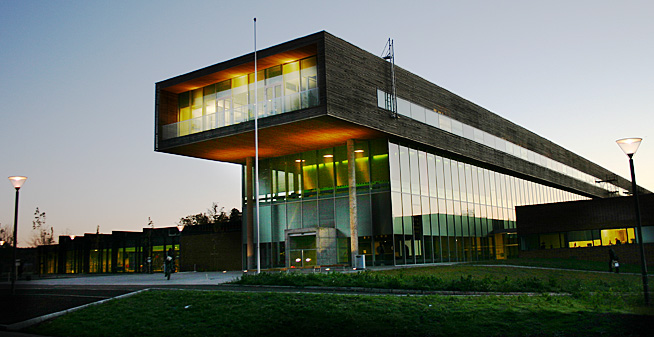
El Col·legi Universitari d'Østfold.

Fredrikstad té tres escoles de secundària. L'escola de secundària Frederik II ofereix estudis generals i estudis financers/administratius. Aquesta escola secundària Frederik II és una fusió de les antigues escoles Frydenberg i Christian Lund Handelsgymnasium. L'escola de Glemmen ofereix formació/estudis vocacionals. L'escola Wang Toppidrett Fredrikstad ofereix esports, ciències, idiomes i ciències socials i econòmiques. A més, també hi ha l'escola Steiner, que és una alternativa educativa privada a l'escola primària.
El Col·legi Universitari d'Østfold, situat a Fredrikstad, ofereix educació superior (estudis de mestratge i llicenciatura) a l'Acadèmia d'Arts escèniques, la Facultat de Salut i Assistència Social i la Facultat d'Enginyeria de la Kråkerøy. A part del Col·legi Universitari també hi ha el Col·legi d'Østfold, que ofereix cursos professionals en almenys cinc anys d'experiència en ciències tècniques i ciències de la salut/socials. El Departament de Periodisme també té seu a Fredrikstad. El departament ofereix educació contínua principalment de periodisme i editorial.

## Societat

### Mitjans de comunicació
Els dos periòdics principals de la ciutat són el Fredriksstad Blad i el Demokraten. La ciutat té una antena de ràdio anomenada Radio Prime Fredrikstad. La ciutat és també la seu de la NRK d'Østfold, la corporació noruega de mitjans audiovisuals, que emet al comtat i en àrees adjacents. Tanmateix, el Departament Estatal de Mitjans (Medietilsynet) té la seu a Fredrikstad.

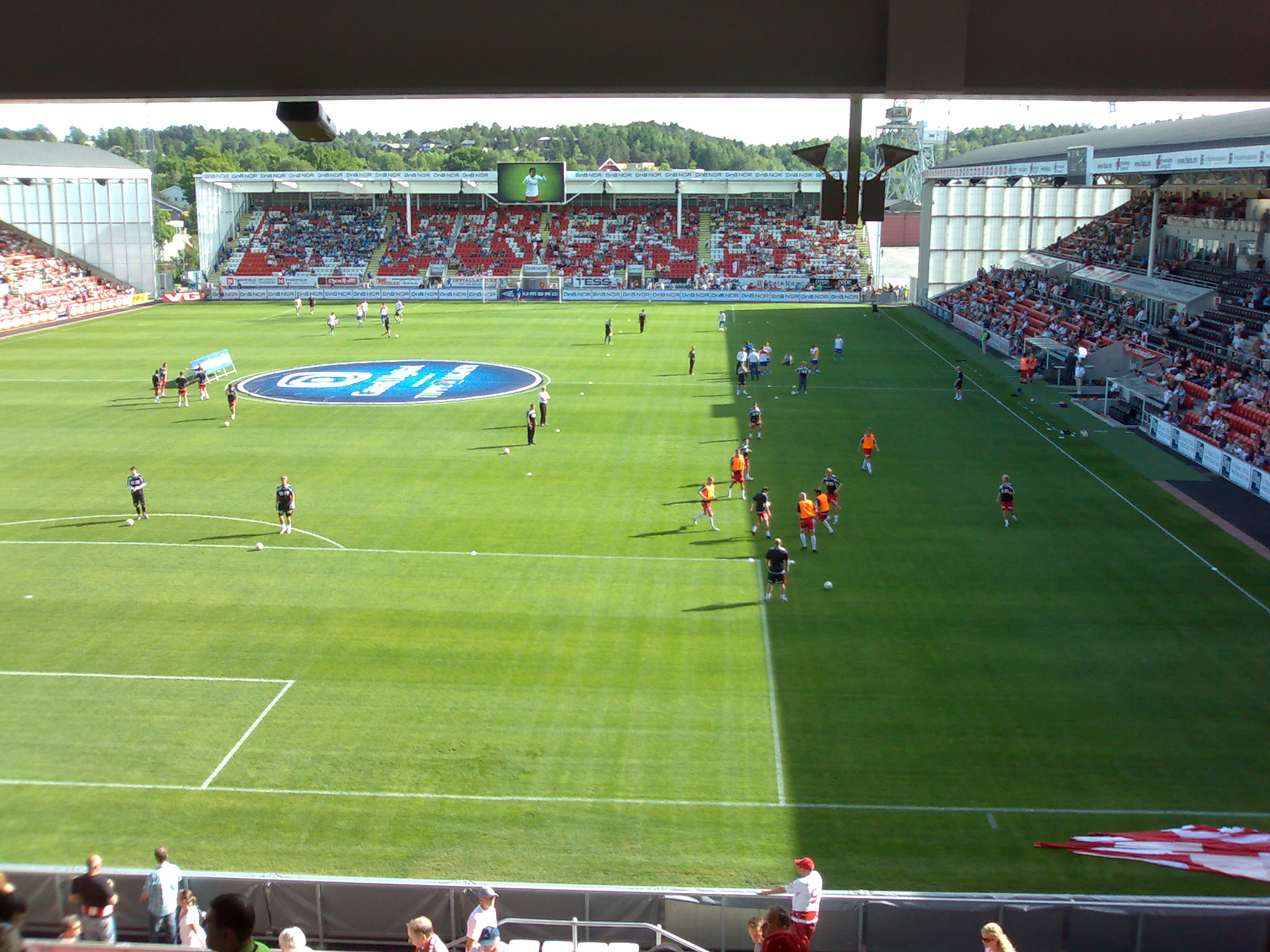
L'estadi de Fredrikstad.

### Esports
El museu futbolístic de Fredrikstad és una divisió del Museu Nacional de Futbol, que es troba a les tribunes de l'estadi de Fredrikstad, on el Fredrikstad F.K juga els seus partits a casa. L'altre equip de futbol de la ciutat és el Lisleby FK, que juga a l'estadi de Lisleby. A part d'aquests dos hi ha altres equips de futbol menors a la ciutat.
Fredrikstad també compta amb dues piscines, un poliesportiu en que s'hi pot practicar l'atletisme i tot d'altres esports com l'handbol. De fet, el Club d'Handbol de Fredrikstad (FHK) juga els seus partits a casa allà. El poliesportiu també s'utilitza per a tot tipus d'exposicions. Un altre poliesportiu amb característiques semblants a la ciutat és l'Østfoldhallen.
La ciutat també destaca en l'hoquei, l'esquí de fons (en totes les seves variants) i en les rutes de senderisme que hi ha pels voltants de la ciutat, que puden fer-se a peu o en bici. Els primers dos esports es practiquen en un pavelló per a casa un. Les principals rutes de senderisme es realitzen a la riba oest del Glomma i a les muntanyes properes a la ciutat.

### Defensa

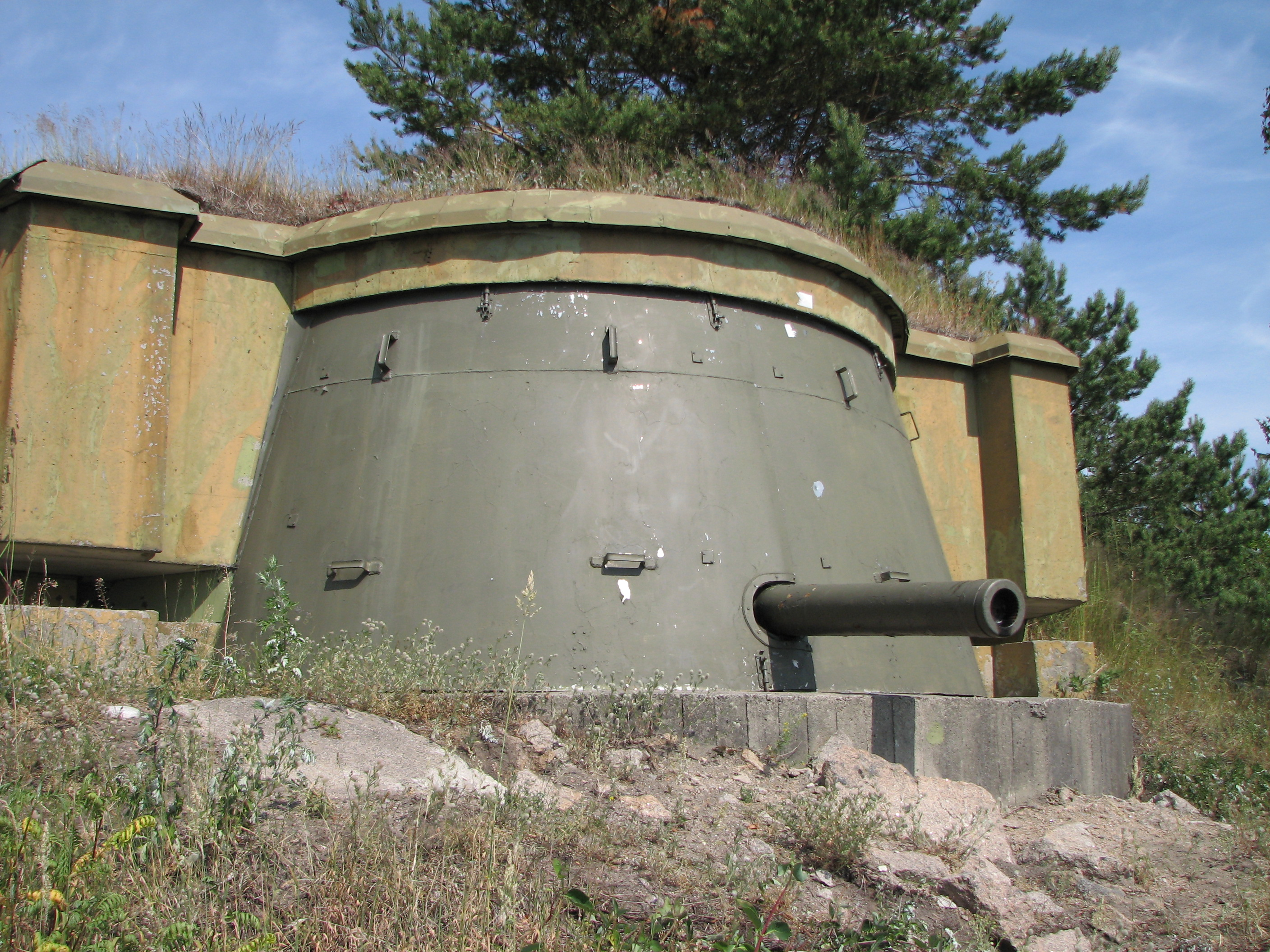
El fort de Kjøkøy.

Després de la derrota a Jemtland og Herjedalen a la part nord-oest de Dalarna el 1645, i especialment a Båhuslen el 1658, Fredrikstad va obtenir una gran importància en la defensa de Noruega. major importància en la defensa de Noruega. El regiment d'Østfold va existir des del 1644 fins al 2002. La fortalesa de Kongsten va funcionar des del 1685 fins ben entrar el segle xx, i actualment encara compta amb presència militar. La ciutat també compta amb un fort de Kjøkøy que va ser administrat per la Guàrdia Naval de Noruega. El fort va ser construït pels alemanys durant la Segona Guerra Mundial per protegir l'entrada a Fredrikstad a través de l'Østerelva. Ara és un museu. Un altre fort va ser el de Torgauten, construït pels alemanys el 1941. Després de la guerra va ser utilitzat pels militars fins al voltant del 1985, quan es va convertir en museu.
Les Forces Armades de Noruega van iniciar la construcció d'una antiga fortalesa situada al nord de Torgauten el 1933, però no la van acabar per falta de diners. Avui en dia a la fortalesa està mig reconstruïda, però fins que no hi hagi pressupost no continuaran amb les cares obres. Concretament la fortalesa es troba entre les badies d'Helleskilen i de Dypeklo.

## Transport i comunicacions

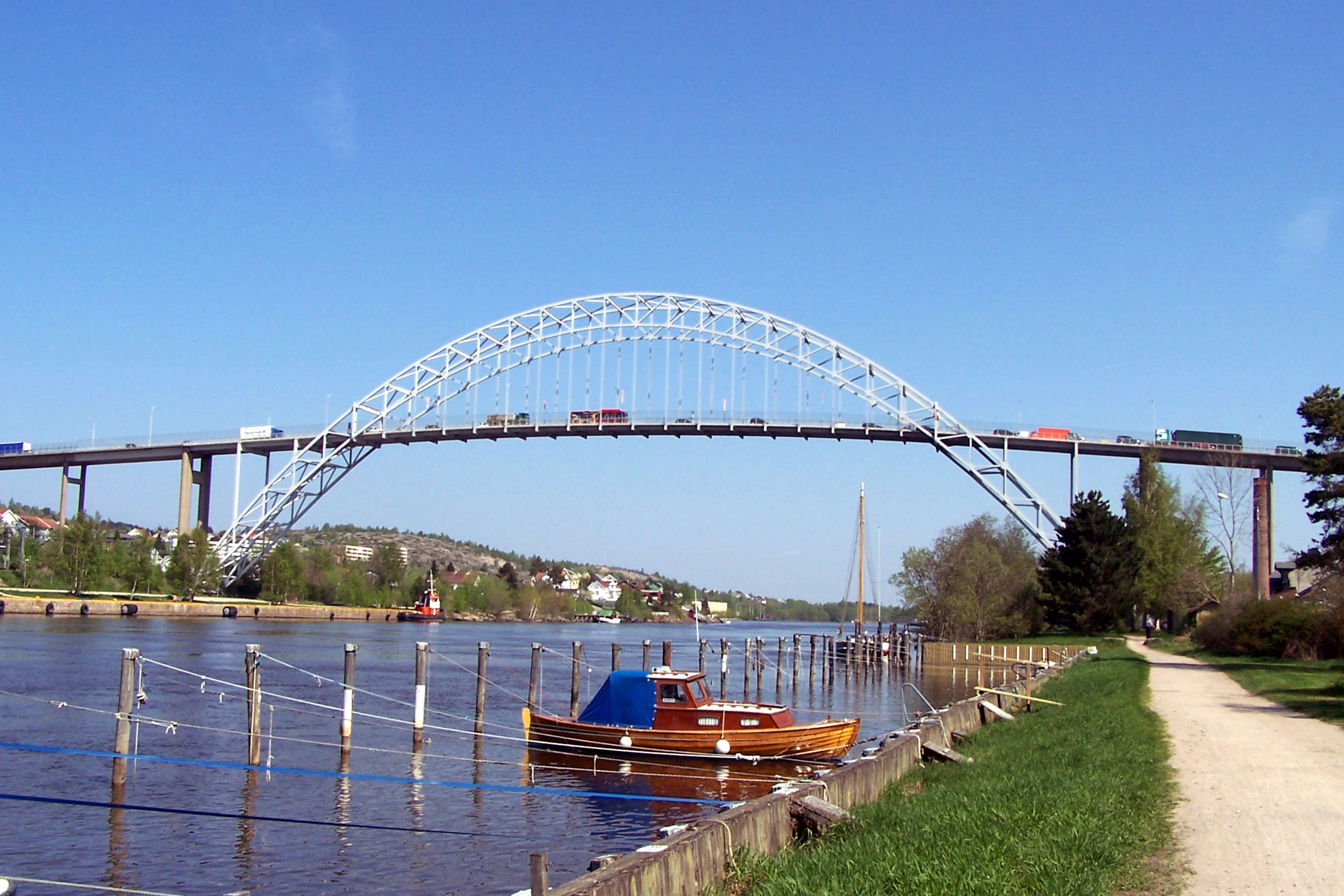
El pont de Fredrikstad.

Els transports a Fredrikstad es caracteritzen per una complicada geografia, darrerament una mica alleujada gràcies als diversos ponts que s'han construït per a poder permetre la construcció de bones carreteres. Les principals carreteres que duen a la ciutat són la carretera comarcal 108, l'autopista 110 i l'autopista 111.
Quant al transport marítim Fredrikstad té una gran xarxa de ferris que fan rutes per la costa. El port de la ciutat està situat a Øra, i hi accedeixen les carreteres 110 i 111. Aquestes carreters s'acaben creuant amb la ruta europea E06 i continua al llarg del terme municipal de Sarpsborg cap a Gatedalen.
Per l'estació de ferrocarrils de Fredrikstad hi passa la línia d'Østfold, que té viatges diaris directes cap a Oslo i Göteborg. També hi ha connexió de bus entre Fredrikstad i Oslo. També hi ha autobusos que duen a l'aeroport de Moss-Rygge i a l'aeroport d'Oslo-Gardermoen. Una de les principals rutes d'autobusos locals és la Glommaringen, que s'estén entre Fredrikstad i Sarpsborg a través de les ribes del Glomma.

## Fills il·lustres
- Ole Peder Arvesen (1895-1991), enginyer i matemàtic
- Bjørn Borgen (1937-2015), futbolista
- Andreas Brecke (1879-1952), regatista
- Thorleif Christoffersen (1900-1971), regatista
- Johan Anker Johansen (1894-1986), gimnasta
- Roar Johansen (1935-2015), futbolista
- Vegard Stake Laengen (1989-), ciclista
- Tore Pedersen (1969-), futbolista
- Arthur Rydstrøm (1896-1986), gimnasta
- Øistein Schirmer (1879-1947), gimnasta
- Georg Selenius (1884-1924), gimnasta
- Harald Smedvik (1888-1956), gimnasta
- Andreas Strand (1889-1958), gimnasta

## Ciutats agermanades
Fredrikstad manté una relació d'agermanament amb les següents localitats:
| Ciutat                 | Regió                   | País      |
| ---------------------- | ----------------------- | --------- |
| Aalborg                | Jutlàndia Septentrional | Dinamarca |
| Húsavík                | Suður-Þingeyjarsýsla    | Islàndia  |
| Kotka                  | Vall de Kymi            | Finlàndia |
| Karlskoga              | Örebro                  | Suècia    |
| Patzún                 | Chimaltenango           | Guatemala |
| San Martín Jilotepeque | Chimaltenango           | Guatemala |
| Zhuzhou                | Hunan                   | Xina      |